# Paul Rosso
Paul Rosso foi um ciclista francês que participava em competições de ciclismo de pista. Competiu representando França nos Jogos Olímpicos de Verão de 1900, realizados na cidade de Paris.